# Крылатые гусары
Крыла́тые гуса́ры, или Гуса́рия (пол. husaria) — элитная кавалерия Королевства Польского и Речи Посполитой, действовавшая на полях сражений с начала XVI века до середины XVIII века. Гусария специализировалась на «проламывании» боевых порядков вражеской конницы или пехоты концентрированным копейным кавалерийским ударом. Гусария была создана на рубеже XV—XVI веков и представляла собой отряды тяжёлой кавалерии со специфической тактикой, вооружением, комплектованием и имела легко узнаваемые отличительные атрибуты — крылья (крепились различными способами за спиной всадника), очень длинные пики с прапорцами и звериные шкуры. Гусария многие десятилетия была основной ударной силой войск Речи Посполитой, в отличие от обычных гусар, которые были лёгкой кавалерией и вспомогательными подразделениями.
Гусария была подразделением народного авторамента — наёмного войска польской военной традиции. Наиболее многочисленной и боеспособной частью польско-литовского войска была кавалерия, в которой гусария составляла бо́льшую часть. Остальные рода войск играли в те времена в польско-литовских войсках вспомогательную роль, взаимодействие пехоты и артиллерии с кавалерией было налажено плохо. Поэтому кавалерия и самая её боеспособная часть гусария являлись основной военной силой Речи Посполитой. Длительное время гусария не имела себе равных в Европе, и её атаки не раз приносили победу Королевству Польскому и Великому княжеству Литовскому.

## История гусарии

### Происхождение термина

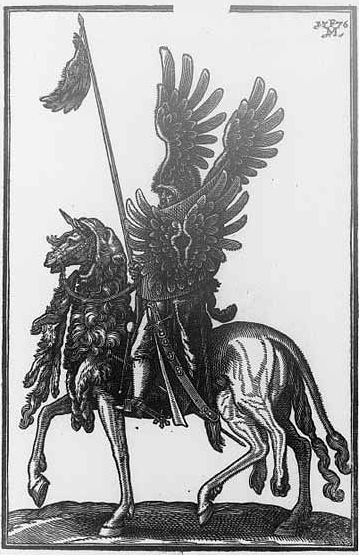
Турецкий всадник — «дели». Гравюра датского художника-графика Мельхиора Лорка (1576)

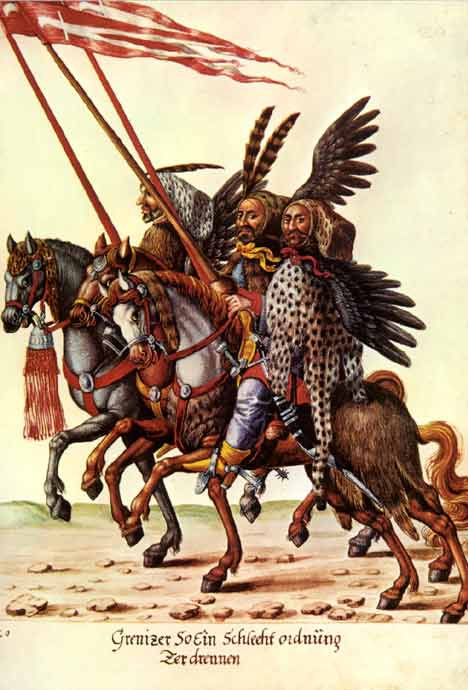
Турецкие «дели». Рисунок неизвестного автора, ок. 1590, Венский кодекс (Codex Vindobonensis)

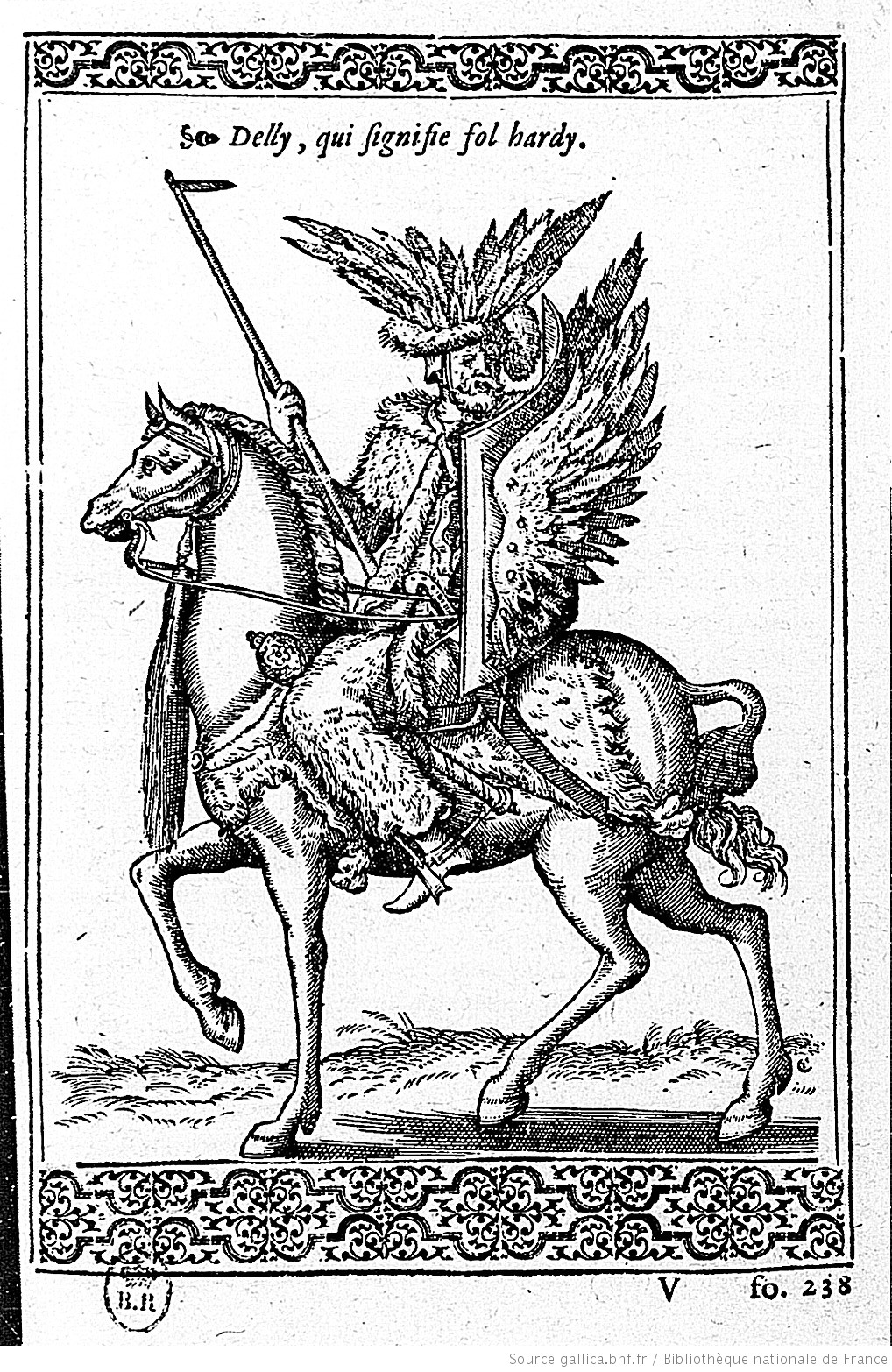
Дели, гравюра Никола Николе (1579)

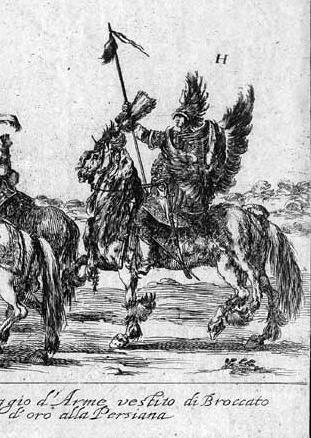
Польский всадник в стиле «дели». Гравюра Стефано делла Белла (1633)

По одной версии в X веке в византийских военных руководствах упоминается лёгкая конница, которая называлась хосарии (χωσάριοι) или хонсарии (χωνσάριοι). В этой коннице служили балканские наёмники, чаще всего сербы, и основными их обязанностями были разведка и диверсионные набеги. В свою очередь, византийский термин мог произойти от латинского cursores — так называлась лёгкая конница во времена упадка Римской империи. В сербском языке греческое хонсарии превратилось в гусар и стало синонимом слова бандит. В XIV веке Сербское царство со столицей в городе Рас пало, и многие сербские гусары нашли убежище в Венгрии — там они помогали бороться с османской экспансией. Так в венгерском языке могло появиться слово гусар.
По другой версии в 1458 году венгерский король Матьяш Корвин приказал для защиты от турок собрать особое конное ополчение — в него набирали по одному воину от двадцати дворов. По-венгерски husz означает двадцать, ar — жалование, отсюда пошло название ополченцев — «гусары».

### Становление
Наиболее вероятно, что на экипировку и внешний вид крылатых гусар оказали влияние турецкие «дели» (буквально — «безумные»). Так назывались воины конных отрядов, использовавшихся в авангарде турецкой армии. Они обычно набирались правителями пограничных районов из балканских народов — южных славян, албанцев и т. д., подвластных Османской империи. Дели отличались «безумной» храбростью, вместо доспехов они носили шкуры диких зверей и украшали себя крыльями хищных птиц. По примеру дели, крылья на щитах и головных уборах стали носить венгерские гусары.
Первоначально гусары были лёгкой кавалерией и не носили доспехов. Их одежда состояла из венгерского кафтана с шнурами-петлицами на груди (будущий доломан), поверх которого набрасывался меховой плащ-мантия, или «ментия». Иногда этот плащ заменяла волчья, медвежья или леопардовая шкура. На голове гусары носили своеобразные фетровые или меховые шапки, украшенные перьями, венгерские шапки-«магерки» или металлический шлем-шишак. Обувью служили низкие жёлтые, иногда красные сапоги. Гусары имели щит особой формы (тарч), к которому могли прибиваться, по образцу турецких «дели», декоративные крылья из перьев диких птиц. Гусары были вооружены длинным копьём-пикой, называвшимся «древо», саблей, а также могли иметь лук.
Первыми польскими гусарами были сербы. В 1500 году несколько знатных сербов со своими небольшими отрядами поступили на службу польского короля. Вскоре в эти подразделения начали набирать венгров, поляков и литовцев. В декабре 1501 года были сформированы первые регулярные роты гусарии (hussarorum alias raczev).
Сербские гусары были лёгкой конницей, не имели доспехов и в качестве защитного снаряжения использовали только небольшой щит, иногда кольчугу и шишаки, а вооружены только лёгкой пикой. Польские же гусары, уже с середины XVI века тяготели к западной традиции, имели различное оружие и охотно использовали лёгкое защитное снаряжение — панцири, кольчуги, нагрудники и другие разновидности доспехов. В 1577 году избранный годом ранее польским королём Стефан Баторий произвёл стандартизацию вооружения и снаряжения гусарии — ношение щита было упразднено, а взамен гусары стали носить металлические нагрудники. Со второй половины XVI века польские гусары стали тяжёлой конницей, имеющей обязательный набор вооружения, снаряжения и атрибутики.
Поляки чаще использовали слово ussar, чем hussar. В Польше тяжёлые гусары обозначались аббревиатурой p.p.t.d. — pancerz, przyłbica, tarcza, drzewo (кольчуга, шлем, щит, дерево (здесь — копьё)).

### Расцвет

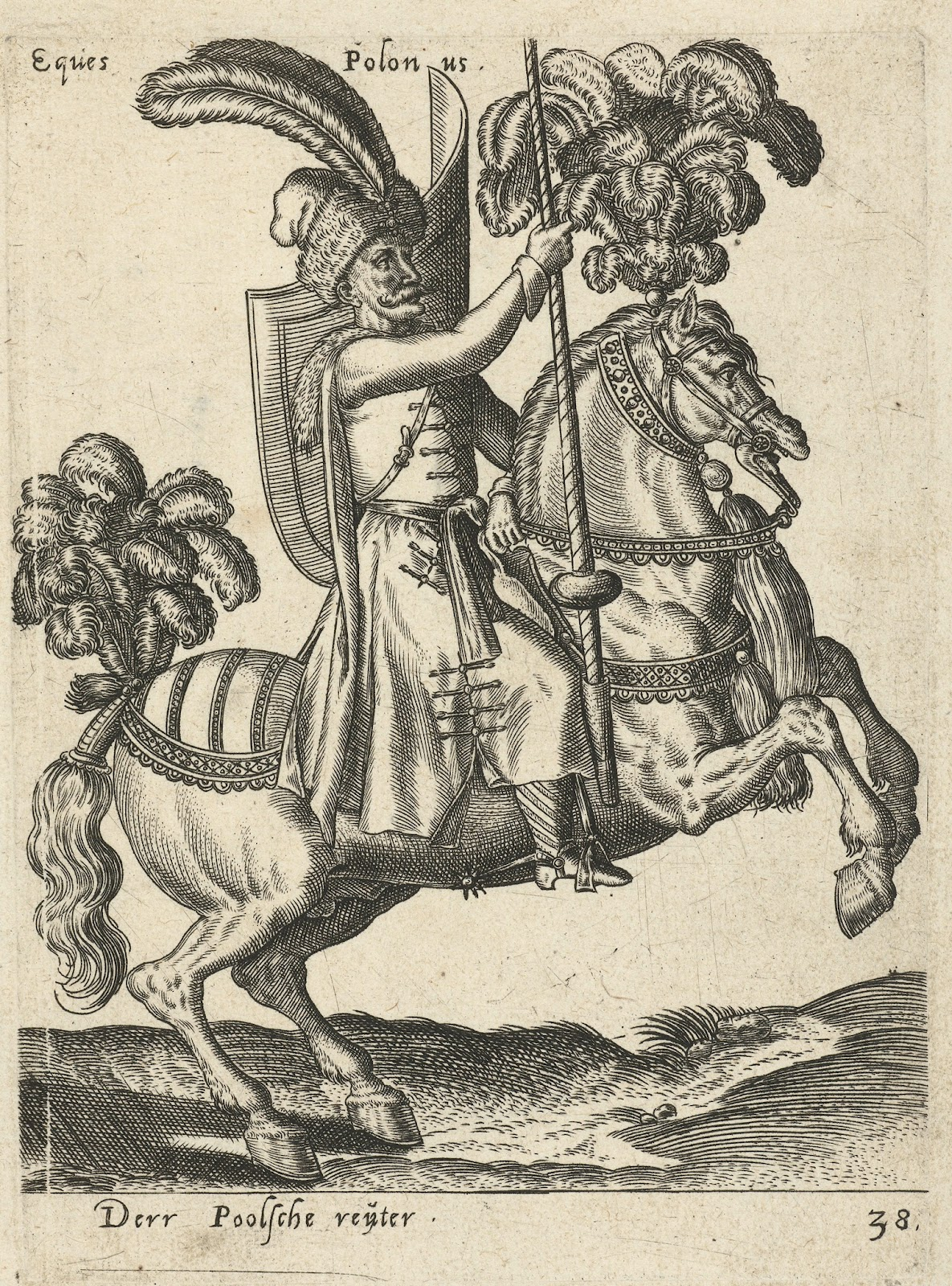
Гравюра Авраама де Брейна, альбом 1578 года. На гравюре изображен польский гусар, пика удерживается током, за спиной всадника закреплен асимметричный венгерский щит, конь украшен плюмажами.

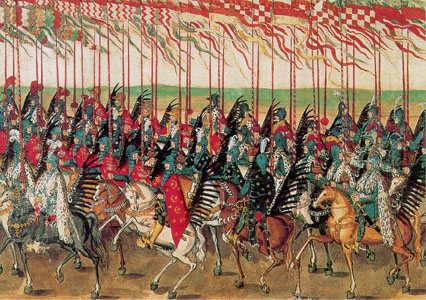
Придворная рота гусарии. Изображение парада в Кракове в честь свадьбы Сигизмунда III в декабре 1605 года. Рисунок со Стокгольмского свитка.

Гусария сыграла решающую роль во многих сражениях, в которых участвовала, в частности, в битве с русскими под Оршей в 1514 году и битве с молдаванами при Обертыне в 1531-м. Действия гусарии Стефана Батория предопределили также исход сражения при Любешове (1577). Затем последовала серия побед в войне с Россией (1577—1582). Далее были достигнуты победы над Габсбургами при Бычине (1588) и над молдаванами при Букове в 1600 году. Гусары в то время составляли 75 % всей польской кавалерии и считались непобедимыми. Потом последовали триумфальные победы над численно превосходящей поляков шведской армией при Кокенхаузене (1601), Вассенштайне (1604) и в битве при Кирхольме в 1605 году, а также над русско-шведской армией при Клушине в 1610 году.
Наибольшей численности в своей истории польская гусария достигла в 1621 году — в Хотинской битве её численность составила 8280 человек.
В битве при Клушине 6800 поляков, из которых было около 5500 гусар, разбили 35-тысячную русскую армию, в составе которой было около 5000 иностранных наёмников Делагарди. Вот как гетман Жолкевский описывает свою победу: «… на эту иноземную конницу, соединившись, напали несколько наших рот, вооружённых копьями, саблями и кончарами. Конница, не поддержанная русскими и немецкой пехотой, не могла устоять и пустилась в свой стан…». На их плечах гусары ворвались в русский лагерь.
Гусары сыграли решающую роль в Битве при Тшцяне (1629). Успешно действовала гусария против русских в «счастливый год» и турок. Победила гусария и крымских татар в битве при Львове (1675).
Ян Собеский перед лицом османской угрозы формировал всё новые гусарские роты и переформировал в гусар лёгкую конницу. В обращении к сейму он называл гусар «костяком военной солдатской силы… её украшением и защитой… подобной не найти ни в одной другой стране». В 1683 году польские гусары выступили на помощь осаждённой турками Вене и заслужили репутацию «храбрейших воинов, когда-либо встречавшихся под солнцем». Битва под Веной стала последней значительной победой гусарии под командованием короля Яна III Собеского. Угроза завоевания Западной Европы мусульманской Османской империей была снята. Однако польская экономика была подорвана, солдаты не получали жалования более десяти лет. Произошло ослабление союзного государства, спустя столетие территория Речи Посполитой была разделена между соседями.

### Упадок гусарии
С развитием огнестрельного оружия и артиллерии, к началу XVII века тяжёлая конница начала исчезать из состава западноевропейских армий. Реформированные армии западноевропейских государств успешно противостояли гусарии, при столкновениях с ними гусары стали малоэффективным анахронизмом. В августе 1622 года под Митавой гусария даже не смогла начать атаку, прижатая огнём шведских мушкетёров и артиллеристов:

Я скакал от одной роты к другой… обещая повести солдат лично, угрожая им виселицей, суля им награды, но ничего не помогало.— Гетман польный литовский Кшиштоф Радзивилл.
Подобные сцены повторялись в 1626 году под Гневом (Меве), при Диршау (1627), в годы Потопа (1655—1658). Однако самый ощутимый удар по гусарии нанесли украинские казаки. Гусария мало что могла противопоставить их тактике гуляй-города и шквальному ружейному огню. В 1652 году в битве под Батогом поляки, сражаясь с казаками, которые имели в союзниках татар, были наголову разгромлены. Полегло около восьми тысяч отборных солдат Речи Посполитой, в том числе от 3 до 5 (по разным оценкам) тысяч крылатых гусар. Среди павших — польский магнат Мартин Калиновский, его голову принесли Богдану Хмельницкому наколотой на копье.
В начале XVIII века Речь Посполитая была втянута в Северную войну. Польская армия столкнулась с превосходной шведской армией. Первая же генеральная битва при Клишеве в 1702 году выявила преимущество шведов — польский конный отряд, половину которого составляли крылатые гусары, был остановлен искусственными препятствиями (испанскими козлами). Командующий польским войском польный гетман коронный Иероним Любомирский приказал отступить с поля боя.
Польский и украинский равнинный ландшафт и необходимость воевать с турками, татарами и русскими на длительное время продлили использование гусарии. Но в конце концов в 1775 году сейм постановил упразднить гусарию. Крылатых гусар заменили более эффективные, мобильные и вооружённые лёгкой пикой польские уланы.

## Тактика

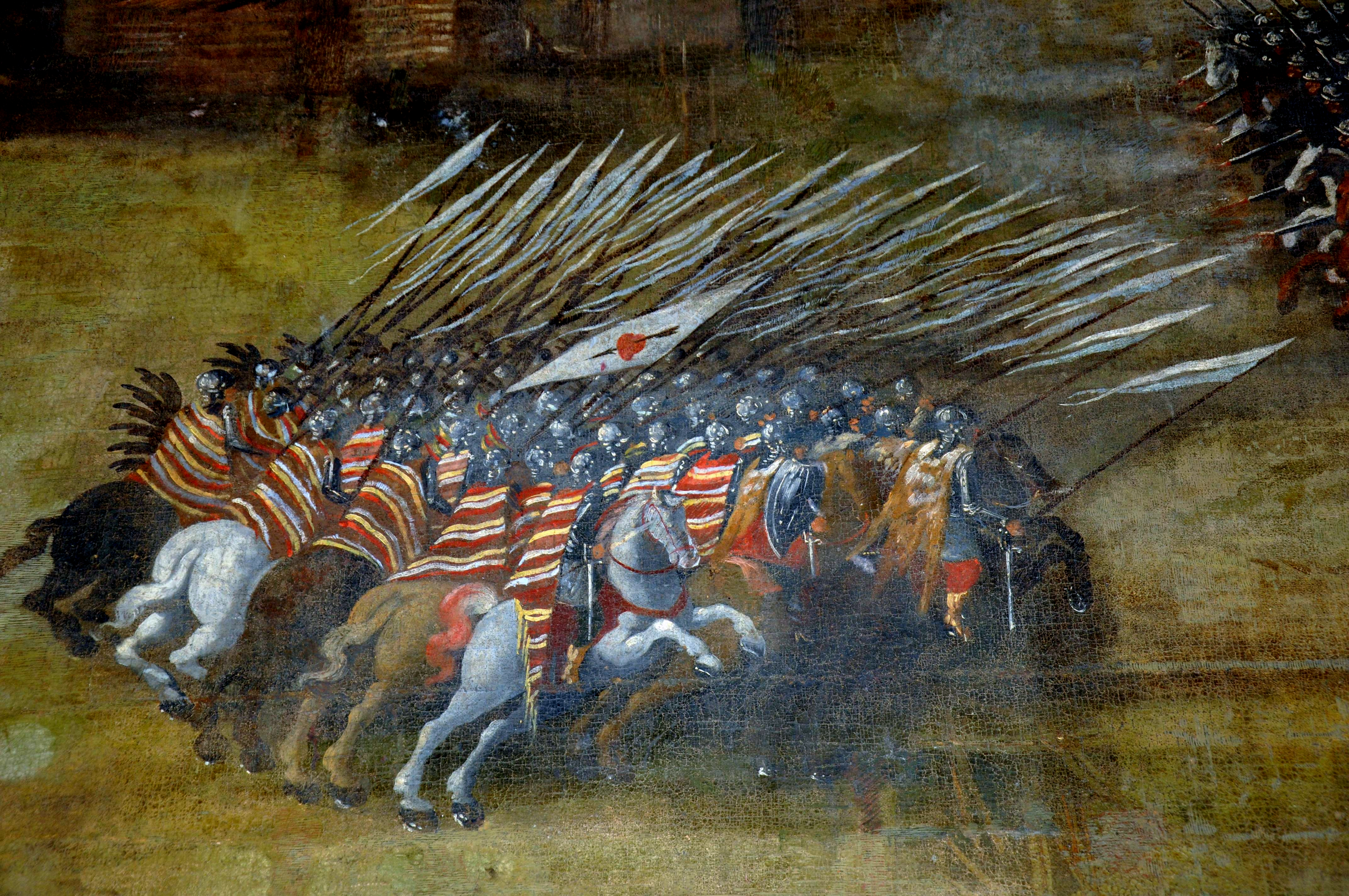
Атака хоругви крылатых гусар в битве при Клушине. Картина Шимона Богушовича (1610).

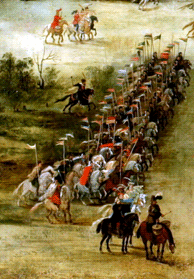
Гусарская хоругвь. Фрагмент картины «Битва при Кирхгольме в 1605 году», Питер Снайерс, (ок. 1630). Коллекция замка Саснаж, Франция.

Для атаки хоругвь гусарии выстраивалась в три и более шеренги. Первые шеренги составляли самые опытные и хорошо вооружённые товарищи, а задние — их почтовые, которые развивали успех в случае прорыва вражеского строя.
Гусария начинала атаку с расстояния приблизительно 100 шагов от противника. Сначала гусары ехали шагом, потом — рысью, затем — галопом, на расстоянии несколько шагов до противника первая шеренга переходила в карьер.
Такой нарастающий темп атаки позволял сберечь силы коней и снизить потери от огнестрельного оружия врага, которое было эффективно только на близкой дистанции. Кроме этого, существует версия, что во время атаки гусары от флангов сдвигались к центру, ещё более уплотняя фронт хоругви (некоторые летописцы упоминают даже о построении «колено в колено»), тем самым якобы увеличивая плотность и силу удара. Однако перечень команд, подававшихся при атаке, опровергает эту гипотезу. Ряды смыкались ещё до атаки, а не во время её.
Войцех Раковский в своём памфлете «Побуждение достойных сынов Короны Польской к службе военной, на поход против неприятелей короны, лета Господня 1620» (пол. Pobudka zacnym synom Korony Polskiey do służby woienney, na expedicyą przeciwko nieprzyjaciołom koronnym roku pańskiego 1620) даёт такие инструкции касательно атаки гусар:
Ток должен быть подвешен к седлу справа. Гусарская атака пикой всегда происходит с использованием тока. Не разворачивайся влево, но сиди прямо… Пику опусти до уровня шеи лошади. Атакуйте, пришпоривайте лошадей, цельтесь противнику в пупок.
После первого удара копьями, которые часто ломались или терялись, гусары переходили в ближний бой, пуская в ход висящие на правой руке на темляках длинные кончары или другое оружие, соответствующее густоте схватки, а также снаряжению и вооружению противника.
В сражении в открытом поле часто всё решала одна атака гусарии. Если прорвать строй с первого раза не удавалось, то сопротивление врага ломалось последовательными волнами кавалерии. К примеру, в битве при Клушине гусария атаковала 7 раз. Команды подавались с помощью сигналов трубы или через конных ординарцев. В то время гетманы лично участвовали в сражениях, нередко в первых рядах.
После того, как гусария прорывала строй, гусары рубили и преследовали врага. Однако в момент перелома битвы устав требовал осторожности и осмотрительности, запрещая самочинные атаки. Особенно это касалось боёв с татарами и запорожскими казаками, которые часто практиковали ложное отступление. Кто в ходе боя бросался на добычу, того устав предписывал убивать на месте.

### Противодействие гусарам

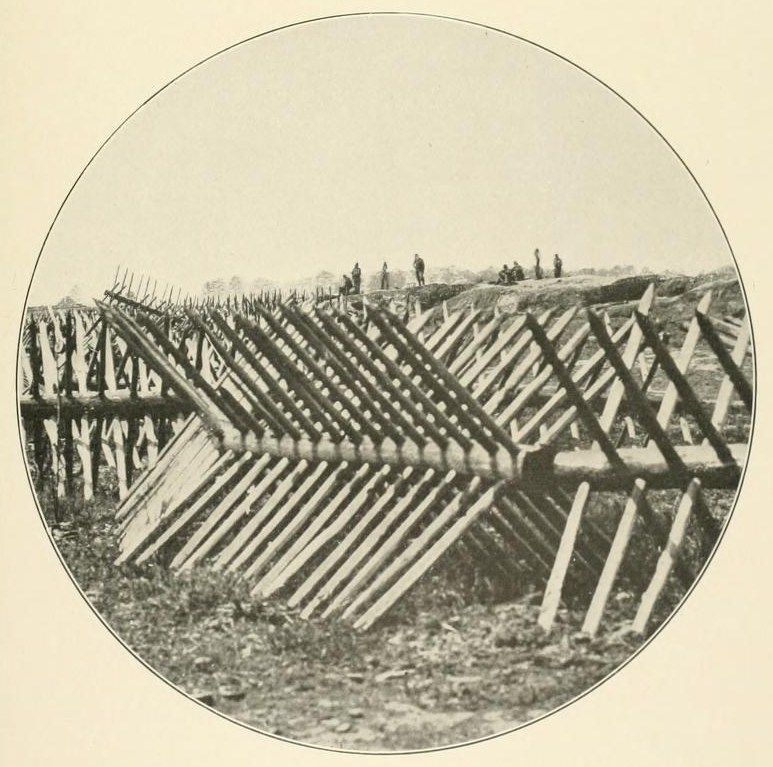
«Испанские козлы».

Учитывая широкое распространение гусарии на полях сражений Европы на протяжении нескольких веков, противникам Речи Посполитой пришлось разрабатывать различные тактики противодействия атакам гусарских рот и хоругвей. В основном, противники гусарии использовали различные инженерные сооружения и конструкции:
- «свиные перья» — короткие рогатины, вбитые в землю под углом за несколько шагов перед фронтом пехоты и направленные в сторону противника;
- растянутые между кольями цепи;[30]
- «испанские козлы» — установленные перед и параллельно фронту пехоты горизонтальные балки, в которые (образуя козлы) вставлены заостренные одинаковой длины колья, под углом 90 градусов между собой. Другие названия этой конструкции — «испанский всадник», «спансрейтер», «рогатка», «остростав», «острая застава»[31][32][33]. Конструкции были лёгкими и легко переносились пехотой с места на место;
- «кобылица» — конструкция, изготовлявшаяся из дерева, по типу «испанских козлов», однако использовалось целое дерево, ветки которого укорачивались до равной длины и заострялись[33].
- гуляй-город;
- соединённые между собой цепями возы — использовались запорожскими и реестровыми казаками;
- шанцы, редуты, рвы и волчьи ямы[34] — выкапывались скрытно в ночь перед сражением;
- «чеснок» — кованные железные «ежи», которые тремя шипами упирались в землю, а четвёртый шип торчал вертикально. Эта конструкция была не видна всадникам. Каждый пехотинец мог иметь несколько чесноков и скрытно раскидать их впереди строя[33].

Некоторые военные трактаты XVII века советовали перед атакой гусарии расступаться, чтобы атаковать гусар во фланг, когда смертоносные пики пронеслись мимо.

## Команды

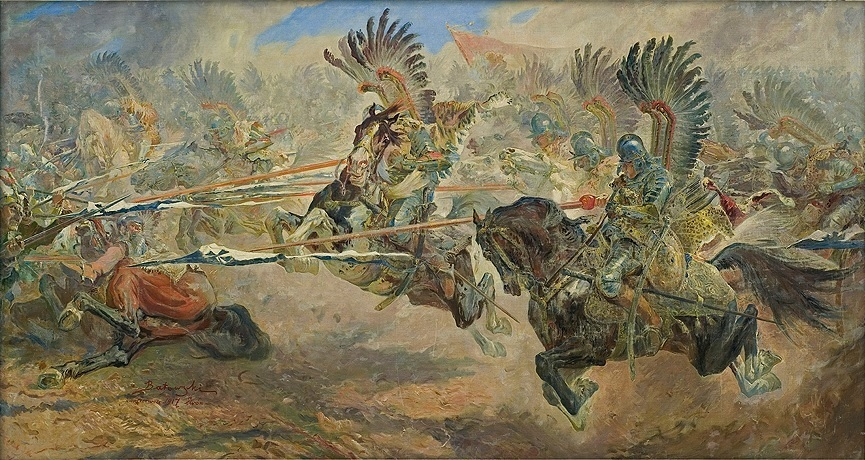
Атака крылатых гусар под Хотином. Худ. Станислав Батовский (1917)

При атаке, согласно гетманскому декрету от 1704 года, ротмистр подавал следующие команды:
- Молчать! (пол. Uciszcie się!)
- Надвиньте шапки! (пол. Naciśnijcie czapki!) — команда подавалась солдатам без шлемов. Считалось позором потерять шапку в бою.
- Сомкнуть ряды! (пол. Ściśnijcie kolano z kolanem!)
- Сабли на темляк! (пол. Szable na temblaki!) — при атаке пиками.
- Сабли в руку! (пол. Szable w ręku!) — при атаке саблями.
- Вперёд! (пол. Dalej!) — хоругвь переходила на лёгкую рысь, проходя половину расстояния до противника.
- Пики к бою! (пол. Złóżcie kopie!) — при атаке пиками, непосредственно перед таранным ударом. По этой команде пики опускались горизонтально на уровень лошадиной головы, хоругвь переходила в полный галоп.

## Вооружение и оснащение
Комплекс вооружения и оснащения гусара сформировался под сильным венгерским и турецким влиянием.

### Пика

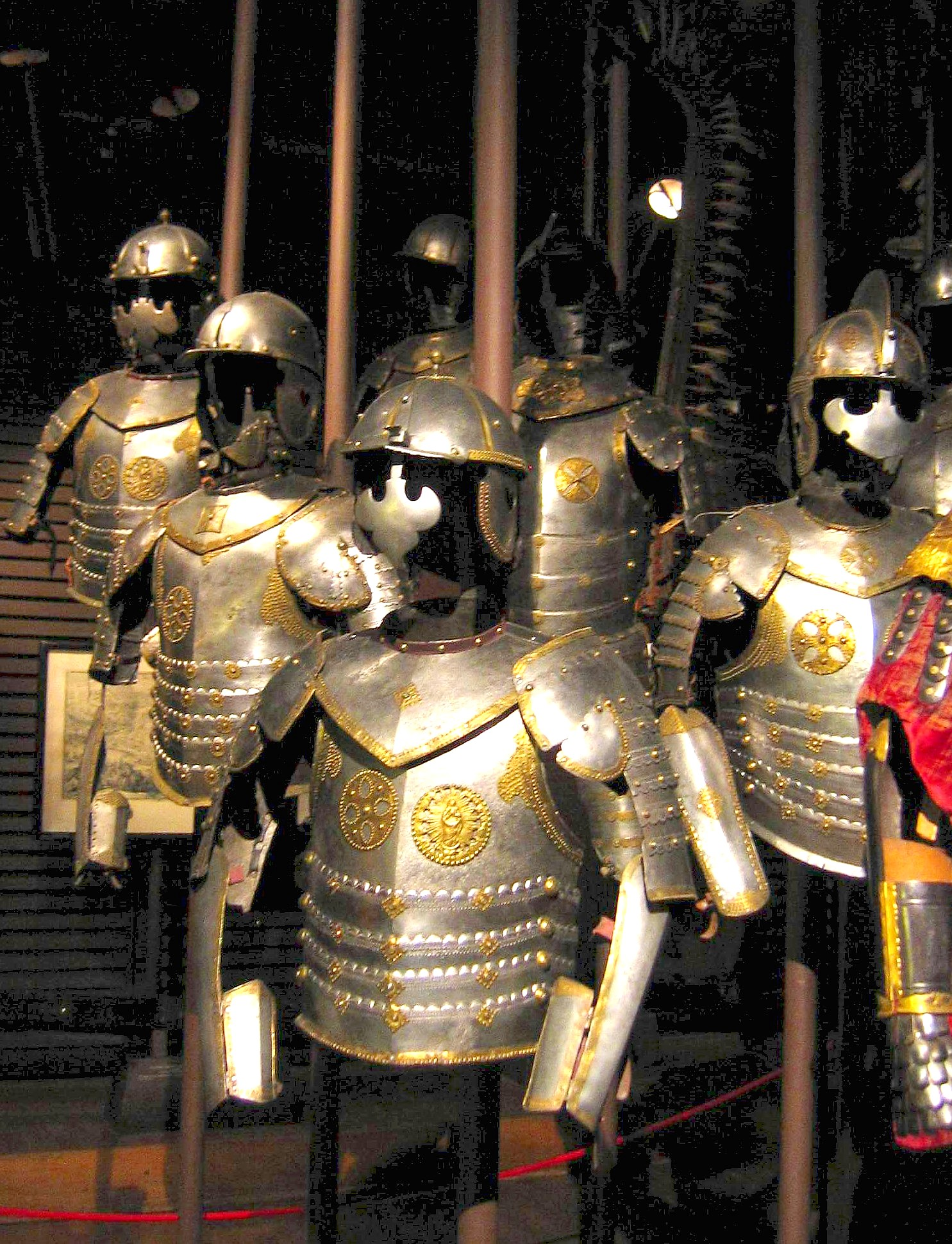
Латный гусарский доспех 1-й половины XVII века. Музей Войска Польского, Варшава.

Главным оружием гусарии было специально изготовленное рыцарское копьё — пика длиной около 5,6 м, полая от середины до наконечника, с отделанной медью шарообразной гардой и разноцветным «прапорцом», одинаковым для каждой хоругви. Пика гусарии была гораздо длиннее своих предшественников, но при этом легче. Важнее всего, пика была длиннее пик противника. Согласно традиционной версии, таким образом, гусар имел возможность повалить пикинёра, прежде чем тот проткнёт пикой гусара. Однако существуют и опровержения этой версии — исследователи отмечают, что наиболее успешные действия гусарии против пикинёров были во время войны со Швецией, то есть до 1629 года, тогда гусарская пика (~5 м) была короче пехотной (5,98 м до 1616 года и 5,3 м после 1616 года). Иногда гусары опрокидывали пикинёров при поддержке других войск (например, при Любешуве в 1577 году гусары атаковали лишь после атаки гайдуков). И только ближе к концу XVII века пехотная пика, укоротившись до 4,2—4,8 м, стала действительно короче гусарской. Исследователи обращают внимание, что такая разница в длине играла несущественную роль.
Фронт противостоящей гусарии пехоты состоял из нескольких рядов воинов. Длина пики позволяла уверенно поражать пехотинцев, а сила удара была такова, что пика при использовании тока пробивала не только деревянные щиты, но и железные панцири. По свидетельствам современников, бывали случаи, когда одной пикой пронзали насквозь одновременно несколько пехотинцев. Самуэль Лещинский свидетельствует о случае, когда пикой были пронзены одновременно пять московских воинов в битве под Чудновом.
Снабжение гусарии пиками всегда представляло проблему, так как после первой же атаки большинство пик ломалось или оставалось на поле боя.

Нам очень нужны гусарские пики, которых ни у кого не осталось, а здесь добыть их очень трудно. — Письмо гетмана Яна Зборовского королю спустя 3 недели после сражения при Любешове, 1577 год.

Мы поломали все наши пики, я сомневаюсь в том, что Вашему Величеству удастся быстро перевооружить армию. — Письмо гетмана Конецпольского королю после сражения при Тшичане-Хонигфельде, 1629 год.

### Другое оружие
Кроме пики, в вооружение товарища гусарии входили:
- кончар (или концеж, подвешивался на седле под коленом) — им гусар действовал, когда терял или ломал своё основное оружие — копьё;
- сабля «карабела» на боку — её следовало использовать после прорыва вражеского строя, когда нужно было рубить противника в тесной схватке;
- кинжал, булава, надзяк;
- один или два пистолета в ольстрах у седельной луки, иногда — укороченный мушкет (бандолет)[42], который располагался в чехле под правым бедром и/или лук с колчаном.

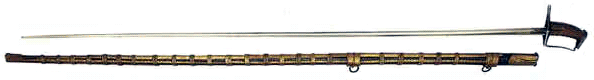
Концеж (кончар или Panzerstecher) — клинок (130—160 см) треугольного сечения, с закрытой (польской) гардой. Концеж гусары использовали как основное оружие для атаки после потери пики либо преследуя уже бегущего врага. Концежем можно было поразить даже лежащего на земле противника

### Защитное снаряжение

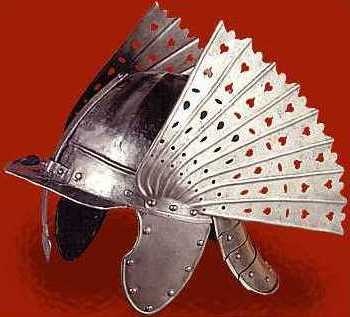
Гусарский «гельмет», вторая половина XVII века.

Защитное снаряжение крылатого гусара составляли, главным образом, следующие элементы:
- кольчуга с зерцалом или без, либо нагрудник, или кираса;
- шлем-шишак с перьевым плюмажем — наиболее популярным был «гельмет» венгерского типа, с козырьком, наносником, ушами и назатыльником;
- наручи и набедерники, кольчужные или отделанные железом кожаные перчатки;

Под доспехи гусары надевали жупаны разных цветов, а когда доспехи снимали, поверх жупана надевали кунтуш (длиннополый кафтан), а взамен шлема надевали шапку-магерку. На ногах были шаровары и высокие сапоги из чёрной, жёлтой или красной кожи.

### Крылья

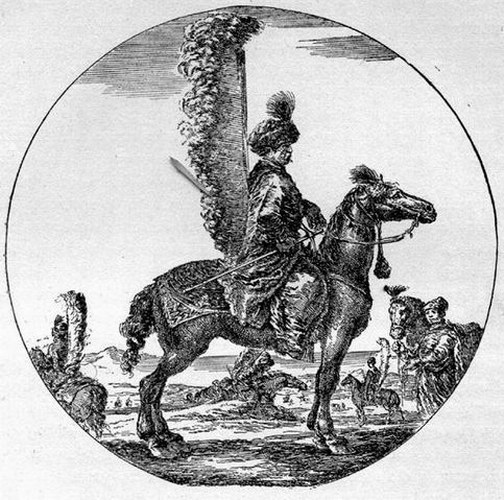
Командир почётной гвардии польского посольства полковник Кшиштоф Щодровский с крылом из страусовых перьев. Гравюра Стефано делла Белла (1645).

Для украшения и устрашения противника гусары в чине товарища носили за плечами «крылья» из орлиных перьев на лёгкой деревянной раме. Одно или два «крыла» крепились к седлу или к доспеху гусара.
Ранее первое свидетельство о появлении у польских гусар крыльев относили к 1553 году, когда три всадника якобы появились с крыльями за спиной на свадьбе короля Сигизмунда II в Кракове. Однако, как выяснилось позднее, в XIX веке при переводе панегирика Станислава Ореховского с латыни была допущена ошибка, и на самом деле эти всадники были просто украшены высокими птичьими перьями. В 1574 году при описании коронации Генриха Валуа шевалье Гуре де Вильмонте писал, что гусары:
имеют обычай украшать себя и своих лошадей большими плюмажами, но не из страусовых перьев, как это принято у нас, но в форме крыльев орла, позолоченных и столь плотных, что подошли бы и для маскарада.
В другом описании упоминаются крылья, прикреплённые к щитам и гривам лошадей. В 1576 году Стефан Баторий провёл реформу гусарии и упразднил ношение щитов, куда часто крепились крылья. Крылья стали обязательным атрибутом гусар — требования иметь крылья содержалось в рекрутских письмах. К концу XVI века крылья перенесли на заднюю луку седла, сначала крепилось только одно крыло, левое, чтобы не мешать работе пикой. К середине XVII века стали преобладать парные крылья.

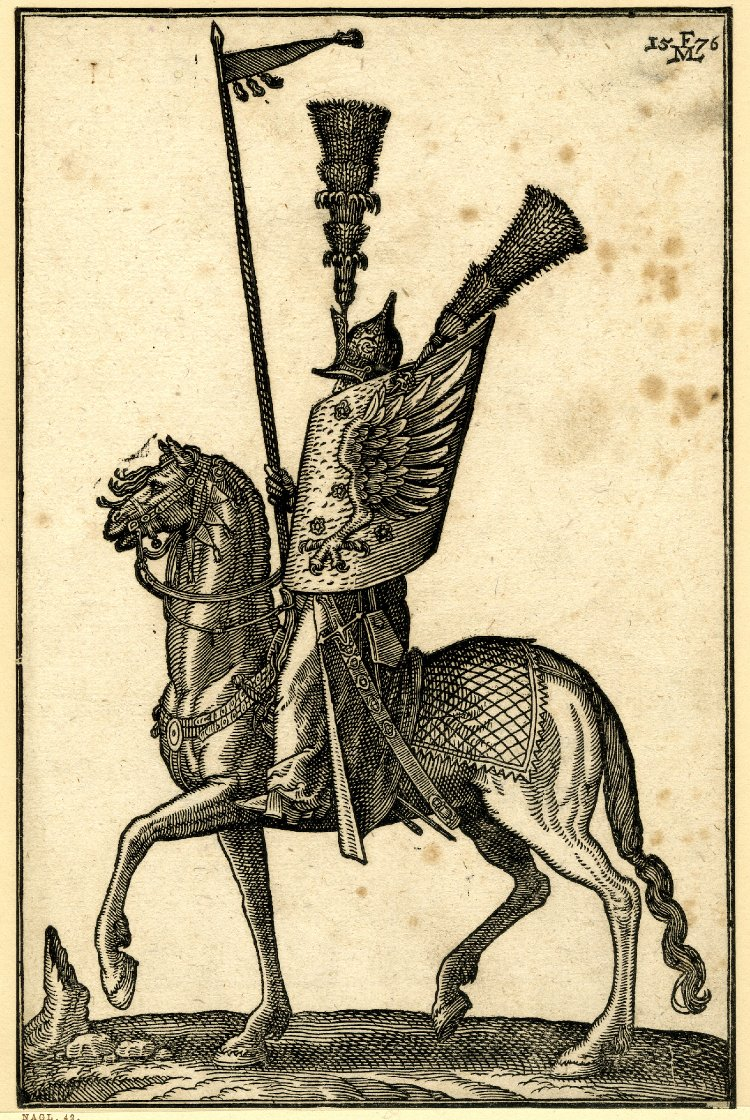
Гравюра 1576 года, выполнена по рисунку Мельхиора Лорка. На гравюре изображён турецкий всадник с асимметричным щитом, украшенным перьями.

История появления крыльев у гусар хорошо прослеживается благодаря гравюрам и рисункам того времени. Сначала турецкие и балканские всадники украшали птичьими перьями свой асимметричный щит. В 1576 году Стефан Баторий произвел реформу гусарии, упразднив ношение щита и обязав носить кирасу, в результате крыло со щита «переместилось» сначала на руку (крепилось к левой руке в виде планки с перьями), а потом на заднюю луку седла лошади.
Прикреплённые к руке крылья были зарисованы немецкими художниками во время «Штутгартской карусели», состоявшейся в 1616 году в честь крестин сына герцога Вюртембергского Иоганна Фридриха. Вместе с тем из соображений практичности и удобства уже к концу XVI века (то есть более чем за полтора десятка лет до «карусели») крыло стали крепить к левой стороне седла (чтобы не мешало работе пикой), а вскоре появилось и второе крыло, закреплённое справа. А к 1635 году оба крыла «переместились» за спину, оставаясь прикреплёнными к седлу. В годы «кровавого потопа», когда из-за затянувшейся войны, по свидетельству очевидцев, лишь каждый десятый гусар был одет в латы, крылья превратились в редкость. После окончания затяжной войны, когда экономика стала восстанавливаться, гетман, а позднее король Ян III Собеский приложил все усилия, чтобы снова одеть всех гусар в латы, в это же время крылья стали крепить не к седлу, а к кирасе. Впрочем, литовские гусары консервативно продолжали крепить крылья к седлу, а не к кирасе.
Существуют также мнения, в том числе и современников, что крылья во время атаки издавали звук, пугавший лошадей противника, защищали от сабельных ударов сзади, а также мешали набрасыванию аркана.
Во время своего визита в Польшу в 1588 году папский легат Ипполито Альдобрандини утверждал, что крылья устрашают лошадей противника и защищают всадника от сабельных ударов. Версия о защите от набрасывания аркана возникла в 1949 году и была предложена Т. Тилингером.

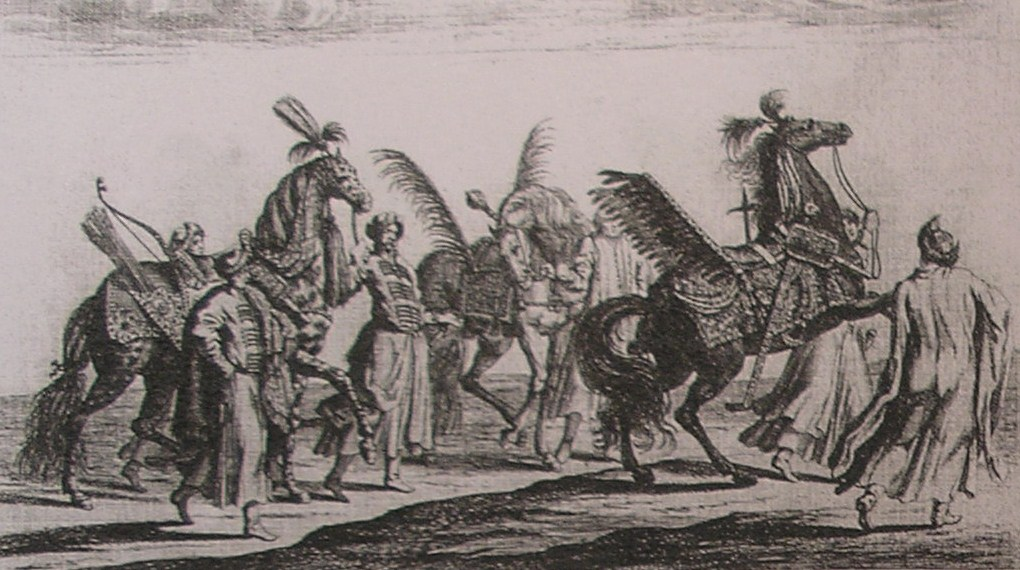
Гравюра Георга Кристофа Эймарта (1685). Польские лошади, подаренные на коронацию Карлу XI.

Некоторые западноевропейские авторы XVII века приписывали крыльям некий «шумовой» эффект, воздействовавший на врага во время атаки. 

Утверждают, что шум тех крыльев пугает коней неприятеля и помогает разбитию его рядов.— Франсуа д'Алерак, посетивший Польшу в 1689 году.
 В этом утверждении, по-видимому, есть смысл, хотя страх на лошадей противника очевидно наводили не только шелестящие перья, но и звериные шкуры, развевавшиеся за спинами атакующих гусар, и прапорцы на копьях, с особым шумом колыхавшиеся во встречных потоках воздуха. Кроме таких функций «устрашения», гусарские крылья, очевидно, не имели никакого боевого назначения. Генрих Вольф из Цюриха, бывший свидетелем коронации Стефана Батория в 1576 году, отмечал, что «польское гусарство было настолько плотно покрыто кожаными ремнями, рысьими и медвежьеми шкурами, что казалось это не люди, а дикие звери скачут на крылатых конях».
Существует также версия, что крылья позволяли создать впечатление о большей численности и плотности строя. Так, в военном трактате 1544—1545 годов Станислав Ласский писал:
А с гетманской воли и заботы бывает, что иногда надо украсить рати, растянуть, одеть в перья, чтобы малый почёт казался большим.
Все источники современников гусарии единодушны, что крылья были призваны запугать противника. Причём запугивание производилось не свистом, а скорее необычным видом. В конечном счёте крылья утратили свою пугающую роль и превратились в своего рода эмблему рода войск. К концу XVII века перья стали рисовать даже на древках гусарских пик. В описании церемонии 1646 года словосочетание «оперённые части» использовалось как синоним к «гусарским ротам».
Среди исследователей продолжаются споры о цели ношения крыльев, однако большинство считает, что крылья были скорее парадным, чем полезным боевым атрибутом.
При съёмках Ежи Гофманом фильма «Огнём и мечом» под Познанью в мае 1998 года делалось несколько дублей атаки 50 гусар. При этом крылья не издавали никаких заметных звуков. Был слышен только топот копыт и бряцанье доспехов и оружия.

### Одежда и упряжь

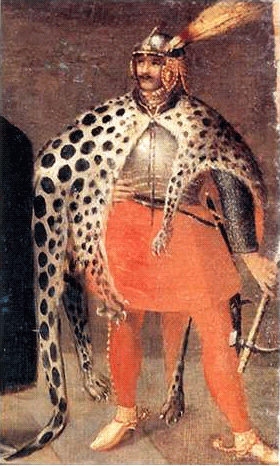
Товарищ гусарии. Шкура покрыта пятнистым рисунком, под леопарда. Нагрудник с кольчужными рукавами. Шлем с позолоченными височными пластинами и плюмажем. Короткий летний жупан. Тесные гусарские рейтузы с пуговицами по бокам. В левой руке надзяк. На боку сабля-карабела с открытой гардой. Голуховская таблица (ок. 1620). Национальный музей в Познани.

Товарищ был одет в высокие кожаные сапоги со шпорами. Польские сапоги имели прибитые шпоры, а немецкие — съёмные. Седло употреблялось восточного типа, у богатых шляхтичей было отделано бархатом, с подхвостными ремнями для улучшения опоры всаднику при копейном ударе.
Богатые гусарские офицеры и товарищи поражали иноземцев восточной пышностью своего платья и убранства, собольими, куньими и бобровыми шапками, блестящими шлемами с роскошными плюмажами, отделанным золотом, серебром и драгоценными камнями восточным оружием. Помимо коней и качества военного снаряжения, товарищи и пахолики различались также и цветом одежды: товарищи обычно одевались в одежды, выкрашенные дорогим пигментом кармином, имеющим красный цвет, в то время как пахолики носили одежду другого цвета (обычно, но не всегда, синюю).
Экзотической деталью экипировки гусарии была обязательная леопардовая шкура. Из-за дороговизны и редкости шкуры товарищам покупал ротмистр. Иногда брали шкуру другого животного и рисовали на ней пятна. Пахолики вместо леопардовых шкур носили волчьи или медвежьи.

### Обоз
На одного гусарского товарища приходилось несколько пахоликов, поэтому на одного товарища приходилось от трёх до десяти коней. Конь мог заболеть, получить ранение, поэтому должна была быть возможность замены. Кроме этого, быки или волы тянули повозки с провизией и другими нужными в походе вещами. Когда провизия заканчивалась, резали на мясо быков или волов, а повозки пускали на дрова. Гусары привыкли воевать с комфортом, поэтому в обозе за ними ехало большое количество разнообразного скарба: топоры, цепь для связки возов, заступ для земляных укреплений, ковры, матрасы, перины, простыни, скатерти, салфетки, сундуки, палатки, кровати, алкоголь, сладости, книги и многое другое. Например, на товарища Госевского и его трёх пахоликов приходился обоз из пяти возов.
Вот как описывал очевидец обоз небольшой гусарской роты:

В прошлом году у города Жешува я шёл мимо роты всего из 60 гусар и насчитал 225 повозок, из которых почти половина была запряжена четырьмя или шестью лошадями. Я не говорю об одиночных лошадях, женщинах и детях, которых без счета шло следом.— Шимон Старовольский, Prawy rycerz (Настоящий рыцарь), 1648.

## Комплектование

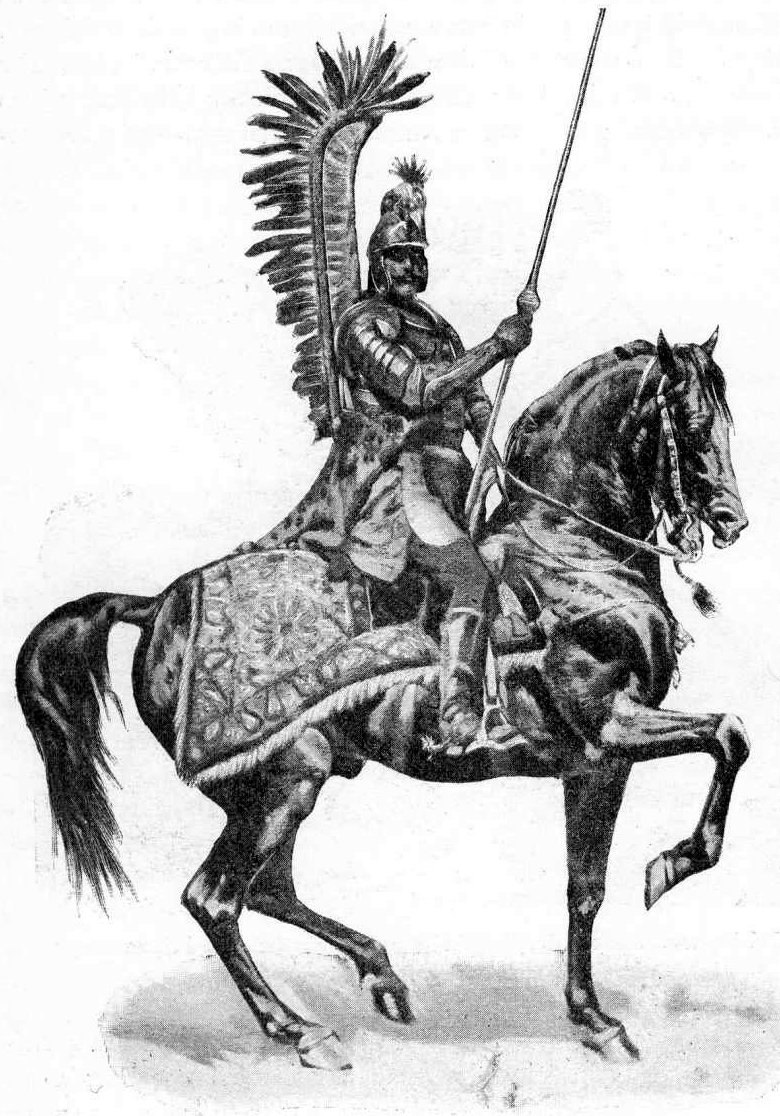
Товарищ гусарии. Иллюстрация в Старопольской энциклопедии (1903—1905). Рисунок Антония Стшалецкого.

Этот род войск требовал особой военной подготовки и боевого духа. В гусарию подбирались опытные, сильные, рослые и смелые шляхтичи. Служба в хоругвях гусарии была очень престижной — офицеры других родов войск считали почётным перевестись туда простыми товарищами. Комплектование гусарии в XVII веке оставалось таким же, как и в эпоху средневековья. Это был принцип «товарищеского почта», согласно которому будущий командир гусарской роты-«хоругви» — ротмистр, — получив от короля особую грамоту («лист пшиповедны»), нанимал на службу товарищей из числа рыцарей-шляхтичей, каждый из которых обязан был привести с собой «почт» («почёт»-свиту) в составе одного-двух вооружённых слуг с лошадьми. Эти «почтовые» воины, называвшиеся также пахолками или пахоликами (оруженосцами) и «челядниками», обычно набирались из дворовых людей шляхтича или, если товарищ был достаточно богатым — из мелкой «убогой» шляхты. Набор в хоругвь происходил на добровольной основе, для чего ротмистру давался определённый срок (с 1620 года — двухмесячный, считая со дня выдачи «листа»).
Гусария была организована в хоругви (роты) по 100—200 коней, а на поле боя хоругви объединялись в хуфы — отряды, близкие по численность к полкам.
Хоругвь состояла из по́четов — наименьшей войсковой единицы в польской кавалерии. Почёт состоял из челядников (почетовых) и товарища, собственно владельца этого почета, который за собственные средства покупал коней, всё снаряжение и оружие. Исключением была только знаменитая гусарская пика, которую обязан был покупать ротмистр. Из-за дороговизны коней, оружия и снаряжения, ротмистр нередко покупал для товарищей недостающие элементы, так покупку дорогих шкур нередко осуществлял ротмистр.
Челядь в свою очередь делились на челядь почетовую и челядь вольную (пол. luźna czeladź). Почетовая челядь вместе с товарищами принимала участие в битвах — товарищи занимали места в первом ряду атакующих порядков, а почетовая челядь занимала места позади своего товарища. Вольная челядь занималась обозом и хозяйством, организовывала быт во время похода.
В регистре гусарской роты краковского воеводы великого гетмана Стефана Потоцкого на период с 1 апреля и до конца июня 1658 года значатся:
- Свита пана ротмистра — 24 лошади;
- Свита пана поручика — 6 лошадей;
- Свита пана хорунжего — 4 лошади;
- далее следуют товарищи, перечисленные поимённо, 48 из которых со свитой в 3 лошади и 2 со свитой в 2 лошади.

## Формирование и финансирование
В гусарии товарищами служила наиболее состоятельная шляхта, и они получали наивысший жолд (пол. żołd — оплата, жалованье) — 51 злотый «на коня», то есть 7 дукатов (экв. 400 грамм серебра) на всадника в квартал.
Вооружение, оснащение, специально выезженные кони товарища гусарии стоили очень дорого — только лошади свиты гусара стоили ему годового жалования. Кроме этого, с каждым товарищем гусарии было 3—12 почтовых (пахоликов) и челяди до 10 человек и более. Даже с учётом казённого жолда, расходы могли покрыться только за счёт богатой военной добычи.
Дороже всего стоил специально выезженный гусарский конь — его стоимость была от 200 до 1000—1500 дукатов, то есть от 9 до 44—66 килограммов серебра в эквиваленте. Снаряжение стоило около 40 злотых.
Гусары экипировались за свой счёт. Товарищ рассматривал все расходы как инвестиции в свою карьеру. Ротмистр должен был быть достаточно богатым, чтобы при необходимости сформировать роту без финансовой помощи сейма. Также ротмистр нёс дополнительные расходы, так как приобретал пики, леопардовые чепраки и крылья, а также часто ссужая деньгами своих подчинённых. Он формировал роту на основе «письма о призыве» (пол. list przypowiedni), аналога французского lettre de retenue. Обычно письмо подписывалось королём. Имея такое письмо, ротмистр имел право формировать роту. Занимаясь формированием, ротмистр нанимал по контракту нескольких товарищей. Каждый товарищ приводил с собой собственное подразделение «копьё» или «почёт» (пол. poczet). Товарищ был, в прямом смысле, товарищем ротмистра, так как разделял его финансовые и военные риски. Товарищи образовывали своего рода военное братство. Друг к другу ротмистры и товарищи обращались «пан брат».

## Похоронный ритуал
Крылатые гусары практиковали необычный похоронный ритуал. В разгар отпевания в церковь на коне въезжал гусар, символизирующий покойного, и разбивал гусарскую пику перед алтарём. В походе такой ритуал провести было сложно, но в мирное время церемония часто проводилась и была описана историком Китовичем.

## Разновидности гусар

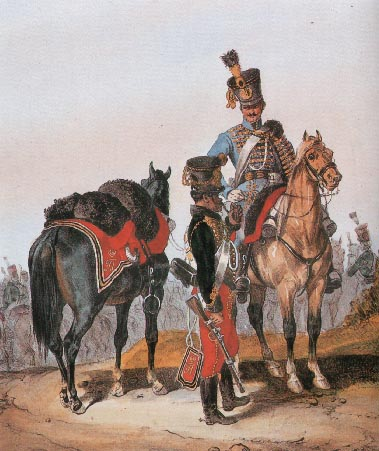
1830 год: мадьярские гусары Австрийской империи.

Гусарами назывались две разновидности кавалерии, совершенно не похожие друг на друга по задачам, тактике и вооружению. Эти два типа гусар часто путают между собой или вообще не отличают. Гусары, которых в XVII веке называли устно и письменно ussarze, а позднее husarze — это кавалеристы с длинными пиками, как правило облачённые в латы. Именно этим подразделениям посвящена данная статья. Эти гусарские подразделения существовали почти три века и особых успехов достигли в составе армий Речи Посполитой. Эти гусары, их внешний вид, снаряжение и вооружение с течением времени и реформ несколько менялись, однако большую часть времени их существования отличительными чертами их были крылья и длинные пики с прапорцами. Такие части были в составе армий и других государств; так, известно о существовании таких подразделений в русской армии.
Другие гусары (пол. huzarzy) — это лёгкая кавалерия, всадники которой не использовали пики и не носили латы.

## Свидетельства современников
Когда во время Варшавской битвы в 1656 году шведское войско было атаковано немногочисленными гусарами, шведский король Карл Х Густав «…дал приказ всем командирам бригад или полков, чтобы они, когда на них двинутся гусары, расступились и дали дорогу их неистовству, которому, как он знал, в то время нельзя было противостоять ни силой, ни каким-либо другим способом».
В 1676 году англичанин Лоуренс Гайд отметил в своём дневнике: «…когда они нападают, когда мчат изо всех сил с этими пиками наперевес, ничто не устоит перед ними».
Достаточно подробное описание гусарии оставил французский инженер и картограф Гийом де Боплан. Вот как описывает он польских гусар:
Гусары, служащие в качестве улан, — это шляхтичи с большим состоянием, имеющие до 50 тысяч ливров [дохода]. У них очень хорошие лошади, самая дешёвая из которых стоит не менее 200 дукатов; это турецкие лошади, происходящие из Анатолии, из провинции, называемой Караманья (Carmenie). Каждый улан служит на пяти лошадях; итак, в хоругви из сотни улан есть только 20 товарищей, которые едут в одну шеренгу, так что каждый возглавляет [свой] ряд; следующие четыре шеренги — это их слуги, каждый в своём ряду. Длина их копья 19 футов, оно полое, начиная от острия до яблока, остальное сделано из крепкого дерева; на острие своих копий они прикрепляют значки, всегда двухцветные: бело-красные, сине-зелёные или черно-белые, длиной в 4—5 локтей. Это делается, наверное, для того, чтобы пугать неприятельских лошадей, ибо когда они [гусары], опустив копья, несутся во весь карьер [в атаку], флажки развеваются, описывая круги, и наводят ужас на неприятельских лошадей, ряды которых они желают прорвать. Облачены они в панцири, наручники, наколенники, шлемы и т. д. Сбоку у них только сабля, под левым бедром палаш, привязанный к седлу, к правой луке которого прикреплён длинный меч, широкий у рукоятки и суживающий к острию, в форме четырёхгранника, для того, чтобы можно было колоть свалившегося на землю, но ещё живого человека. Меч имеет 5 футов в длину и круглую головню, чтобы удобнее было прижать к земле (противника) и проколоть кольчугу; назначение палаша — рубить тело, а сабли — драться с её помощью и рубить кольчугу. Они носят также боевые секиры весом до шести фунтов, которые похожи по виду на наши четырёхгранные пики, очень острые с длинной рукояткой, для того чтобы можно было наносить удары по неприятельским панцирям и шлемам, которые разбиваются от такого оружия.
В 1689 году французский мемуарист Франсуа Поль Далерак писал: «Это правда что эти пики тяжело остановить, потому что они и коней, и всадников насквозь прошьют так, как будто верхогоны до обруча, всё, что только становится ему преградой или сопротивляется, он навылет пробивает».
Историк Веспасиан Коховский в своей «Песне освобождённой Вене» (1684) описывал атаку гусар, свидетелем которой он был:
Гусарское копьё — оно не подведёт

Достаточно врагов оно сразило

Его напрасно о пощаде умолять

Врагу не убежать и некуда укрыться.

Кто свёл знакомство с тем копьём

Тот знает, что оно пронзает и по две персоны

А остальные в ужасе бегут

Как крысы с корабля что тонет.Оригинальный текст (пол.)Husarz kopije jeno co swe złoży

Niejeden na szpil zostaje wetchniony,

Co ich nie tylko zamiesza, lecz strwoży,

Sztych nieuchronny i nie odłożony,

Bo kogo trafi, tyrańsko się sroży

Biorący czasem i po dwie persony,

A drudzy pierzchną tak skwapliwym tropem,

Jak muchy przykrym sobie przed ukropem

## Комментарии
1. ↑  Стокгольмский свиток — свиток длиной 15 метров, захваченный шведами при разграблении Варшавы в 1655 году.
2. ↑  В польской историографии 1660 год называют «счастливым годом».
3. ↑  Почтовые (пахолки, свита, почёт) — воины и оруженосцы, которые в числе не менее двух сопровождали каждого товарища и набирались из числа бедной шляхты или простолюдинов.
4. ↑  Список команд содержится в «гетманском декрете» от 1704 года, изданном, вероятно, гетманом Иеронимом Любомирским.
5. ↑  Такую гарду иностранные современники называли яблоком (фр. pomme), а поляки gałka — «шарик». Пика была одноразовым оружием. Её древко делалось из дешёвой и лёгкой древесины — сосны или ели. Французский инженер и картограф де Боплан упоминал, что пика имела полость только до «яблока», а нижняя часть древка была цельной. Реконструкторы пришли к выводу, что конец пики изготавливался из двух половинок, в которых выдалбливалась пустота, а потом половинки соединялись сухожилиями, шёлковыми нитями и прочным клеем.
6. ↑  Лист пшиповедны (пол. list przypowiedni) — грамота, которую посылали ротмистру, который должен был формировать подразделение. В этой грамоте указывались время службы, размер оплаты, условия, которым должны отвечать рекруты, их вооружение и снаряжение.
7. ↑  Хуф (пол. huf, ср.-в.-нем. hufe, нем. haufen) — основное боевое построение польской конницы, часть так называемого «старопольского боевого построения». Такой строй формировали несколько рот и один хуф мог насчитывать от 150 до 1500 всадников. По западным стандартам такой строй был неглубоким и редко был более 4 шеренг — в первой шеренге товарищи, в остальных шеренгах их «почтовые».
8. ↑  Верхогоны до обруча — упражнение гусаров в применении пики. Во время этого упражнения гусар на всём скаку старался попасть остриём пики в небольшой обруч, подвешенный на шнурке.
9. ↑  Нелитературный перевод.